# Calicha inornataria
Calicha inornataria är en fjärilsart som beskrevs av John Henry Leech 1891. Calicha inornataria ingår i släktet Calicha och familjen mätare. Inga underarter finns listade i Catalogue of Life.